# Метинвест
Метинве́ст — международная группа горно-металлургических компаний, которая владеет предприятиями в Украине, Италии, Болгарии, Великобритании и США, добывает руду и уголь, производит кокс, выплавляет сталь и выпускает прокат, трубы и прочую металлопродукцию. Активами группы управляет ООО «Метинвест Холдинг».

## Компания сегодня
В 2021 году Метинвест возглавил рейтинг крупнейших частных компаний Украины по версии Forbes.
Метинвест — крупнейший на Украине и один из крупнейших в СНГ производитель железорудного сырья и стали. В 2021 году компания заняла 42 место в топ-50 крупнейших металлургических компаний мира по версии Всемирной ассоциации производителей стали (World Steel Association). Производственные мощности по выплавке стали составляют 15 млн тонн в год. В 2021 году Метинвест вошел в топ-10 крупнейших мировых компаний по добыче железной руды.
Предприятия группы расположены возле крупных транспортных узлов и морских портов, что обеспечивает компании дополнительные преимущества при поставках продукции потребителям как на Украине, так и в других странах мира.

## История
2006
6 июня 2006 года основано ООО «Метинвест Холдинг», управляющая компания группы Метинвест.
.
Декабрь 2006 — Метинвест приобретает 100 % собственности в ООО «Леман-Украина», оптовой металлоторговой компании, и дополнительные 27 % акций ОАО «Енакиевский металлургический завод».
2007
Октябрь 2007 года — Метинвест стал первым украинским участником Worldsteel — Всемирной ассоциации производителей стали (ранее IISI — Международный институт чугуна и стали).
Ноябрь 2007 — компания приобретает 82,5 % ОАО «Ингулецкий ГОК», одного из крупнейших горнодобывающих предприятий Украины.
2008
Январь 2008 года — Метинвест завершил процесс приобретения 100 % доли в предприятиях Trametal S.p.A. (Италия) и Spartan UK Ltd (Великобритания) у итальянской бизнес-семьи Малакальца.
Июнь 2008 года — SRK Consulting провела первый аудит запасов карьеров Метинвеста (Северный, Центральный и Ингулецкий ГОКи) в соответствии с методикой JORC.
Июль 2008 года — Метинвест приобрел 51 % долю ООО «НПО Инкор и Ко» (пгт Нью-Йорк, Донецкая область), одного из крупнейших производителей химической продукции в Европе.
2009
Апрель 2009 года — завершена сделка по приобретению 100 % американской угольной компании United Coal Company, одного из ведущих производителей коксующегося угля в США.
Август 2009 — внедрена Интегрированная система управления в области промышленной безопасности, охраны здоровья и окружающей среды в соответствии со стандартами OHSAS 18001 и ISO 14001.
Сентябрь 2009 года — Метинвест стал первой украинской компанией, получившей сертификат Climate Action Международной ассоциации производителей стали.
Декабрь 2009 года — Метинвест приобрел 95 % акций болгарского прокатного предприятия Promet Steel AD.
2010
Январь 2010 года — опубликован первый социальный отчет компании в соответствии с требованиями международного стандарта по отчетности в области устойчивого развития GRI.
Март 2010 года — компания стала участником инициативы Организации Объединенных Наций — Глобального договора ООН.
Июль 2010 года — Метинвест и Мариупольский металлургический комбинат им. Ильича приняли решение об объединении активов.

Октябрь 2010 года — сконцентрировано 90,2 % ЗАО «Макеевский металлургический завод».
Декабрь 2010 года — завершена регистрация продукции предприятий Группы согласно требованиям Европейского Регламента № 1907/2006 (REACH).
2011
Май 2011 года — на металлургическом комбинате Азовсталь выведено из эксплуатации мартеновское производство.
Июль 2011 года — приобретено 50 % в металлургическом бизнесе группы «Индустриал», управляющей ПАО «Запорожсталь», одним из крупнейших металлургических предприятий Европы.
2012
В ходе I Национальной конференции участников рынка стального строительства в Киеве Метинвест выступил одной из 12 украинских компаний, инициировавших создание отраслевой ассоциации «Украинский Центр Стального Строительства», а в последующем стал одним из ее учредителей.
Июль 2012 года — приобретено 49,9 % доли в ПАО «Запорожсталь».
Октябрь 2012 — Метинвест и Air Liquide начали строительство воздухоразделительной установки для Енакиевского металлургического завода.
Ноябрь 2012 — компания выступила организатором II международной конференции по охране труда и технике безопасности.
Декабрь 2012 года — Метинвест принял решение закрыть аглофабрику на металлургическом комбинате «Азовсталь».
2013
Май 2013 года — Метинвест приобрел 39,74 % акций ПАО «Запорожогнеупор» (Запорожье), крупнейшего производителя огнеупорной продукции на Украине.
Группы СКМ и Смарт-Холдинг передали Метинвесту 23,5 % акций ПАО «Центральный горно-обогатительный комбинат», 15 % акций ПАО «Северный горно-обогатительный комбинат», 26 % акций ПАО «Запорожкокс», 31,3 % акций ПАО «Донецккокс» и 3,1 % акций ПАО «Ингулецкий горно-обогатительный комбинат».
2014
Июль 2014 — СКМ и Смарт-Холдинг объявляет о завершении объединения своих горно-металлургических активов в рамках Metinvest B.V..
2015
Май 2015 — ММК им. Ильича вывел из эксплуатации мартеновское производство.
Метинвест создал предприятие «Метинвест-Промсервис», специализирующееся на обслуживании и ремонте оборудования всех металлургических активов группы и сторонних организаций.
2016
Март 2016 — Метинвест подписал соглашение с Фондом развития Мариуполя.
Август 2016 — в Запорожье начал работу Запорожский литейно-механический завод (ООО «ЗЛМЗ»).
Сентябрь 2016 — в Кривом Роге создан общественный союз «Зеленый центр Метинвест».
Ноябрь 2016 — ММК им. Ильича начинает строительство МНЛЗ и объектов внепечной обработки стали.
2017
Март 2017 года — Метинвест заявил о потере контроля над ЧАО «Енакиевский металлургический завод» и его Макеевским филиалом, ЧАО «Енакиевский коксохимпром», ЧАО «Харцызский трубный завод», ЧАО «Комсомольское рудоуправление», ЧАО «Краснодонуголь», ЧАО «Донецккокс» и совместным украинско-швейцарским предприятием ООО «Метален» после отказа перерегистрировать эти предприятия на территории «ДНР» и «ЛНР».
Ноябрь 2017 — общественности Мариуполя представлен проект экологической реконструкции доменной печи на «Азовстали». Ожидаемое снижение выбросов пыли составит 80 %. Дополнительно до 2021 года компания направит на реализацию природоохранных программ на предприятии еще более 2,2 млрд грн.
Декабрь 2017 — компания первой на Украине получила сертификат Центра экспертизы SAP уровня Advanced.
2018
Метинвест купил 23,71% акций производителя металлургического кокса «Южкокс» (ранее «Евраз Южкокс», Каменское, Днепропетровская область), а также приобрел 100% акций производителя оцинкованного проката «Юнистил».
Приобретена доля в размере 24,99% в шахтоуправлении «Покровское» и Свято-Варваринской обогатительной фабрике, которые вместе образуют крупнейший на Украине угледобывающий производственный комплекс.
Успешно осуществлено рефинансирование долговых обязательств — крупнейшее в истории украинского корпоративного сектора. В результате, Метинвест выпустил новые еврооблигации на сумму 1 592 млн долларов США, а общий объем линии предэкспортного финансирования составил 765 млн долларов США. Две эти сделки совокупно принесли Метинвесту дополнительно около 205 млн долларов США новых средств.
Июль 2018 — компания получила «золото» за инновации на конкурсе SAP Quality Awards 2018.
2019
Компания приобрела 49,37% акций Днепровского коксохимического завода (ДКХЗ, ранее Днепродзержинский коксохимический завод имени С. Орджоникидзе, Каменское, Днепропетровская область).
Метинвест присоединился к Голландской ассоциации металлургической промышленности (VNMI).
2020
Март 2020 года — завершен процесс покупки около 73% акций Днепровского коксохимического завода.
Июнь 2020 года — Метинвест вошел в топ-10 мировых металлургических компаний, оцененных агентством Sustainalytics, ведущим поставщиком услуг в области исследований, рейтингов и данных по экологическим, социальным проблемам и вопросам корпоративного управления (ESG). По методологии оценки рисков ESG компания получила 32 балла по шкале от 0 (самый низкий риск) до 100 (наивысший риск).
Июнь 2020 года – Метинвест основал первый негосударственный горно-металлургический университет «Метинвест Политехника», где можно получить инженерно-технические профессии, востребованные в украинской промышленности.
На борьбу с коронавирусом за год Метинвест направил около $6 млн. Компания поставляла кислород украинским больницам, передавала лекарства и оборудование.
Акционер Метинвеста Ринат Ахметов выделил 300 млн грн в помощь Украине в преодолении пандемии, объединив усилия Благотворительного Фонда, компаний ДТЭК и Метинвест, ФК «Шахтер», ставших партнерами антикризисных штабов на западе и востоке страны
.
2021
Март 2021 года — Метинвест получил контроль над Покровской угольной группой, крупнейшим на Украине производителем коксующегося угля. В группу входят шахтоуправление «Покровское» и Свято-Варваринская обогатительная фабрика.
Июль 2021 года — Метинвест стал победителем торгов по продаже производственного комплекса Днепровского металлургического комбината (ДМК, Каменское, Днепропетровская область).
Декабрь 2021 года — создана компания «Метинвест Покровскуголь» для управления операционными и административными изменениями на предприятиях Покровской угольной группы.
2022
Метинвест объявил о планах инвестировать в модернизацию своих предприятий в 2022 году более $1,2 млрд.
Февраль 2022 года — Днепровский металлургический комбинат (ДМК) и Днепровский коксохимический завод (ДКХЗ) объединены под названием «Каметсталь» .
С началом «битвы за Мариуполь» группа законсервировала производство на Мариупольском металлургическом комбинате имени Ильича и комбинате «Азовсталь». Эти предприятия пострадали от обстрелов и приостановили работу. В результате военных действий группа в целом сократила производственные мощности своих предприятий более чем на 40%.
Начиная с 24 февраля 2022 года, Метинвест Рината Ахметова направил более 2,1 млрд грн. в качестве благотворительной помощи украинским гражданам, сотрудникам Метинвест и украинской армии .  
Метинвест в координации с Фондом Рината Ахметова создали гуманитарный проект «Спасаем жизни», который уже помог 85 тысячам украинцев .

## Акционеры и руководство
Горно-металлургическая группа Метинвест принадлежит Ринату Ахметову.
Основныe акционеры Группы — СКМ (71,24 %) и «Смарт-холдинг» (23,76 %), участвующие в управлении Метинвестом на партнерских началах. Основная холдинговая компания группы Метинвест — Metinvest B.V. (Нидерланды, регистрационный номер 24321697).
С 2006 по 2013 год компанию возглавлял Игорь Сырый. В 2009 году он был признан лучшим топ-менеджером Украины. С 2013 года компанию возглавляет Юрий Рыженков. В 2020 году он вошел в список топ-25 СЕО Украины.

## Структура

### Горная добыча
- Ингулецкий горно-обогатительный комбинат (Украина)
- Северный горно-обогатительный комбинат (Украина)
- Центральный горно-обогатительный комбинат (Украина)
- Южный горно-обогатительный комбинат (Украина) — совместное предприятие группы Метинвест
- Покровская угольная группа (Украина)
- Комсомольское рудоуправление* (Украина)
- Краснодонуголь*(Украина)
- United Coal Company (США)

### Металлургия
- Металлургический комбинат «Азовсталь» (Украина)
- Мариупольский металлургический комбинат имени Ильича (Украина)
- Металлургический комбинат «Запорожсталь» (Украина) — совместное предприятие группы Метинвест
- Запорожский литейно-механический завод (ООО «ЗЛМЗ») (Украина)
- Металлургический комбинат «Каметсталь» (Украина)
- Юнистил (Украина)
- Енакиевский металлургический завод* (Украина)
- Харцызский трубный завод* (Украина)
- Promet Steel (Болгария)
- Ferriera Valsider SpA (Италия)
- Metinvest Trametal (Италия)
- Spartan UK (Великобритания)
- Метинвест-Ресурс (Украина)
- Авдеевский коксохимический завод (Украина)
- НПО Инкор и Ко (Украина)
- Запорожкокс (Украина)
- Запорожогнеупор (Украина)

### Продажи
Группа Метинвест присутствует на всех крупных рынках мира — в Европе, на Ближнем Востоке и Африке, в Северной, Центральной и Южной Америке, на Дальнем Востоке.
- Метинвест-Евразия — канал сбыта группы Метинвест в России. Компания прекратила работу в апреле 2022 года.
- Метинвест-СМЦ (Украина) — сеть сервисных металлоцентров, реализующая продукцию Метинвеста на Украине. Компания начала работу в 2003 году. К 2022 году на Украине работало 18 металлоцентров.

### Логистика
- Метинвест-Шиппинг (Украина)

### Сервис и инжиниринг
- Метинвест-Промсервис (Украина)
- Метинвест-Инжиниринг (Украина)
- Мариупольский ремонтно-механический завод (МРМЗ, Украина)
- Криворожский ремонтно-механический завод (КРМЗ, Украина)
- Метинвест Диджитал (Украина)

15 марта 2017 года Группа Метинвест объявила о полной потере контроля над работой данных активов.

## Экология
В 2020 году три предприятия Метинвеста — Мариупольский металлургический комбинат имени Ильича, «Азовсталь» и шахтоуправление «Покровское» входили в десятку крупнейших загрязнителей окружающей среды на Украине.
Метинвест — первый украинский участник Всемирной ассоциации производителей стали, которая требует от своих членов соблюдения принципов экологически ответственного бизнеса.
Для снижения воздействия на окружающую среду в Мариуполе Метинвест в 2011 году вывел из эксплуатации мартеновское производство на металлургическом комбинате «Азовсталь», а в 2015 году — на Мариупольском металлургическом комбинате имени Ильича. Также на «Азовстали» в 2012 году выведены из эксплуатации три устаревших коксовых батареи и законсервирована аглофабрика. В 2020 году Метинвест завершил реконструкцию газоочистных сооружений аглофабрики Мариупольского металлургического комбината имени Ильича стоимостью более $160 млн. Новая система очистки предусматривала сокращение выбросов пыли на 90 %, а выбросов оксидов серы — на 43 %.
На «Запорожстали» в 2015 году завершилось строительство новой линии солянокислотного травления с установкой регенерации травильных растворов. Стоимость проекта — около $77 млн. После запуска линии комбинат полностью прекратил сбрасывать отработанные травильные растворы в Днепр.
На «Азовстали» в 2019 году проведена реконструкция системы аспирации литейного двора и подбункерных помещений доменной печи № 3. Стоимость проекта — более $14 млн. Выбросы в атмосферу сократились на 88 % и соответствовали европейским экологическим нормативам.
На Северном ГОКе в 2017 году произведена замена газоочистного оборудования обжиговой машины Lurgi 552-B. Проект стоимостью около $14 млн позволил достигнуть концентрации выбросов до 50 мг на м³, что отвечает украинским экологическим стандартам.
В 2011—2020 годах Метинвест направил $3,5 млрд на реализацию проектов с экологическим эффектом и $1 млрд — на исключительно экологические проекты. Компания заявила о намерении инвестировать еще $0,5 млрд в природоохранные проекты в течение пяти лет.
Экологические инвестиции позволили группе с 2011 года на 37 % снизить выбросы загрязняющих веществ в окружающую среду, в том числе выбросы пыли сократились на 51 %, а выбросы в водоемы — на 45 %.

## Производственные результаты
| Продукция (в тыс. тонн) | 2009   | 2010   | 2011   | 2012   | 2013   | 2014   | 2015   | 2016   | 2017   | 2018   | 2019   | 2020   | 2021   |
| ----------------------- | ------ | ------ | ------ | ------ | ------ | ------ | ------ | ------ | ------ | ------ | ------ | ------ | ------ |
| Чугун*                  | 6 123  | 11 850 | 12 385 | 11 010 | 11 500 | 9 213  | 8 050  | 8 821  | 7 941  | 8205   | 7928   | 8475   | 9709   |
| Сталь*                  | 7 027  | 13 835 | 14 375 | 12 459 | 12 391 | 9 205  | 7 669  | 8 393  | 7 361  | 7 323  | 7 578  | 8 268  | 9 533  |
|                         |        |        |        |        |        |        |        |        |        |        |        |        |        |
| Полуфабрикаты**         | 2 730  | 3 018  | 3 574  | 2 731  | 2 304  | 1 688  | 2 581  | 2 229  | 2 746  | 3 026  | 3 160  | 3 313  | 3 411  |
| Чугун                   | -      | -      | 600    | 585    | 814    | 1 132  | 1 181  | 1 197  | 1 403  | 1 644  | 1 264  | 1 088  | 1 347  |
| Сляб                    | 1 675  | 2 195  | 2 460  | 1 329  | 1 516  | 999    | 802    | 734    | 1 343  | 1382   | 1 896  | 2 225  | 1 651  |
| Квадратная заготовка    | 1 055  | 823    | 514    | 817    | 788    | 689    | 598    | 298    | 15     | N/A    | N/A    | N/A    | N/A    |
|                         |        |        |        |        |        |        |        |        |        |        |        |        |        |
| Готовая продукция       | 4 098  | 4 902  | 9 317  | 8 601  | 9 021  | 6 767  | 5 644  | 6 485  | 5 606  | 5 769  | 5 595  | 5 859  | 7 233  |
| Плоский прокат          | 1 612  | 2 472  | 6 407  | 5 809  | 5 840  | 4 625  | 4 010  | 4 385  | 4 675  | 4 747  | 4 677  | 4 835  | 5 978  |
| Длинный прокат          | 1 760  | 2 213  | 2 618  | 2 448  | 2 592  | 1 765  | 1 475  | 1 918  | 714    | 817    | 714    | 794    | 1 089  |
| Рельсовая продукция     | 203    | 217    | 292    | 344    | 274    | 81     | 31     | 73     | 67     | 65     | 49     | 79     | 48     |
| Трубная продукция       | 523    | 317    | 678    | 435    | 315    | 296    | 128    | 109    | 150    | 140    | 155    | 151    | 118    |
|                         |        |        |        |        |        |        |        |        |        |        |        |        |        |
| Железорудный концентрат | 30 648 | 17 878 | 12 577 | 36 224 | 36 926 | 34 888 | 32 208 | 29 640 | 27 464 | 27 353 | 29 028 | 30 501 | 31 341 |
|                         |        |        |        |        |        |        |        |        |        |        |        |        |        |
| Угольный концентрат     | 4 734  | 3 907  | 3 560  | 2 064  | 5 513  | 4 098  | 3 285  | 3 051  | 2 461  | 2 683  | 2 961  | 2 883  | 5 542  |

* — Для сопоставимости показателей производство чугуна и стали по ММК им. Ильича в 2010 году учтено за весь год.
**- Общий объем стальных полуфабрикатов не включает перекат на предприятиях Группы. Эти объемы исключены из предоставленной статистики как внутригрупповые продажи для целей консолидированной отчетности Метинвеста .

## Oбъекты из стали Метинвеста

### Мосты
«Глаза» города Беэр-Шева (Беэр-Шева, Израиль) 
Вес моста — 750 тонн, из них 600 тонн — металлоконструкции Метинвеста.
Дарницкий мост (Киев, Украина) 
При строительстве использовано 13,6 тысяч тонн металлоконструкций, из них 5,5 тысяч тонн — металлоконструкции Метинвеста.
Прозрачный мост (Киев, Украина)
При строительстве использовано 700 тонн стали производства Метинвеста
.
Мост Святого Георгия (Генуя, Италия)
При строительстве использовано 18,5 тысяч тонн стали производства Метинвеста.

### Здания
The Shard (Лондон, Великобритания)
При строительстве использовано 5 тысяч тонн стали производства Метинвеста
Hudson Yards — The Shed (Нью-Йорк, США)
При строительстве использовано 8,2 тысячи тонн стали производства Метинвеста.
.
Укрытие на Чернобыльской атомной электростанции (Припять, Украина)
При строительстве использовано 13,3 тысячи тонн стали производства Метинвеста.

НСК «Олимпийский» (Киев, Украина)
При строительстве использовано 7,5 тысяч тонн стальных конструкций производства Метинвеста.
.

### Судостроение
Парусник Flying Clipper (Хорватия)
При строительстве использовано 3 тысячи тонн стали производства Метинвеста..
Ворота Панамского канала (Панама)
При строительстве использовано 9 тысяч тонн стали производства Метинвеста.